# Johanna Lindinger
Johanna Lindinger (* 1943) ist eine österreichische Schauspielerin und Hörspielsprecherin.

## Leben
Lindinger studierte von 1961 bis 1964 an der Anton Bruckner Privatuniversität und machte 1964 die Abschlussprüfung am Mozarteum Salzburg.
Sie war am Linzer Landestheater, Klagenfurter Stadttheater, Landestheater Stuttgart, Landestheater Lüneburg, Stadttheater Krefeld und dem Tiroler Landestheater Innsbruck tätig.

## Filmographie (Auswahl)
- 2000: Da wo die Berge sind
- 2002: Da wo die Liebe wohnt
- 2003: Gefährliche Gefühle
- 2003: Heldin oder Mörderin
- 2004: Da wo die Heimat ist
- 2004: Da wo die Herzen schlagen
- 2006: Da wo das Glück beginnt
- 2006: Da wo es noch Treue gibt
- 2006: Das Weihnachts-Ekel
- 2007: SOKO Kitzbühel
- 2007: 3 Zimmer. Küche. Tod.
- 2007: Da wo die Freundschaft zählt
- 2008: Das Geheimnis der Wolfsklamm
- 2009: Da wo wir zu Hause sind

## Hörspiele (Auswahl)
- 1954: Hans Christian Andersen: Die Schneekönigin – Regie: Inge Jalkotzy (Hörspielbearbeitung, Kinderhörspiel – RWR)
- 1966: Giles Cooper: Kleiner Ausflug (Kellnerin) – Regie: Ernst Willner (Hörspiel – ORF)
- 1966: Angela Rodaway: Der Tod der Nadja Gregson (2. Mädchen) – Regie: Ernst Willner (Hörspiel – ORF)
- 1967: Italo Svevo: Eine Krankheit, genannt Leben (Ada) – Regie: Ernst Willner (Hörspielbearbeitung – ORF)
- 1967: Vita Huber: Das Ungreifbare (Die Kunsthistorikerin) – Regie: Ernst Willner (Hörspiel – ORF)
- 1967: Gert Jonke: Zwischen den Zeilen oder Die Rose trägt schwarze Ziffern (Stimme eines Mädchens) – Regie: Ernst Willner (Hörspielbearbeitung – ORF)
- 1968: Wilkie Collins: Die Frau in Weiß (7 Folgen) (Anne Catherick) – Regie: Ernst Willner (Hörspielbearbeitung, Kriminalhörspiel – ORF)
- 1971: Oscar Wilde: Der ideale Gatte – Regie: Ferry Bauer (Hörspielbearbeitung – ORF)
- 1973: Marie Luise Kaschnitz: Die fremde Stimme – Regie: Ferry Bauer (Original-Hörspiel – ORF)
- 1974: Gertrud Fussenegger: Die Schwestern – Regie: Ferry Bauer (Hörspiel – ORF)
- 1974: Federico García Lorca: Dona Rosita bleibt ledig oder Die Sprache der Blumen (Dritte Manola) – Regie: Franz Hölbing (Hörspielbearbeitung – ORF)
- 1977: Franz Xaver Hofer: Orest – wer ist das? – Regie: Ferry Bauer (Originalhörspiel – ORF)
- 1980: Tom Stoppard: Das Fräulein, das die Zeit ansagt – Regie: Ferry Bauer (Originalhörspiel – ORF)
- 1981: Eugène Labiche: Soll man es sagen? – Regie: Ferry Bauer (Hörspielbearbeitung – ORF)

Diese und weitere Produktionen können der OE1-Hörspieldatenbank entnommen werden.